# 湖南黄芩
湖南黄芩（学名：Scutellaria hunanensis）为唇形科黄芩属下的一个种。其种加词“hunanensis”意为“湖南的”。